# Puiggrifó
El Puiggrifó és una muntanya de 847 metres que es troba al municipi de Taradell, a la comarca d'Osona.